# Thalassothemis
Thalassothemis is een geslacht van libellen (Odonata) uit de familie van de korenbouten (Libellulidae).

## Soorten
Thalassothemis omvat 1 soort:
- Thalassothemis marchali (Rambur, 1842)